# Podolí (okres Brno-venkov)
Podolí (německy Kritschen) je obec v okrese Brno-venkov v Jihomoravském kraji. Rozkládá se na okraji Dyjsko-svrateckého úvalu v katastrálním území Podolí u Brna. Žije zde přibližně 1 400 obyvatel.

## Historie
První písemná zmínka o obci pochází z roku 1237, je to listina od papeže Řehoře IX. z 24. září tohoto roku, která byla adresovaná zábrdovickému klášteru. Obec původně tvořily dvě části – Křičeň a Podolí; obě v průběhu 13. a 14. století vystřídaly několik majitelů, z nichž nejvýznamnější byla kapitula sv. Petra, která obě obce získala v roce 1369, téhož roku je spojila a později učinila ústředním sídlem svého panství.
V 16. století byl obci postaven pivovar. 29. srpna 1683 táhlo obcí vojsko polského krále Jana III. Sobieského směrem k Turky obléhané Vídni. Z roku 1644 pochází podolská pečeť s vyobrazením ptáka sedícího na větvi; náleží k nejstarším obecním pečetím na Brněnsku a stala se předlohou pro znak a prapor obce, posvěcený 20. září 2003.
V roce 1805 měla obec 74 domů a 447 obyvatel. V květnu téhož roku požár zničil 28 domů. V roce 1805, nedlouho před bitvou u Slavkova, tábořilo 18. a 19. listopadu u obce ruské vojsko. To bylo 20. listopadu vyhnáno francouzskými vojáky, kteří vyplenili zdejší zámek, pivovar i sýpku. K rabování se posléze přidali místní poddaní. 27.–29. listopadu bylo v zámku velitelství francouzské jízdní zálohy maršála Murata a 29. listopadu byla do obce převelena těžká jezdecká divize generála d'Hautpoula. Boje v bitvě u Slavkova se však obci vyhnuly.
V současné době je Podolí samostatnou obcí příslušející k pověřenému městskému úřadu Šlapanice. V letech 2006–2010 zastávala funkci starostky Vlasta Pavlíková, od roku 2010 do 2022 v této pozici působil Ing. Vítězslav Eliáš.

## Obyvatelstvo
Na začátku 17. století měla obec 39 domů, v roce 1645 z nich bylo pouze 10 obydlených, v letech 1656 a 1673 jich bylo osídlených 27, roku 1750 opět všech 39. V roce 1790 mělo Podolí 73 domů a 440 obyvatel, roku 1834 99 domů a 606 obyvatel.
| 1869 | 1880 | 1890  | 1900  | 1910  | 1921  | 1930  | 1950  | 1961  | 1970  | 1980  | 1991  | 2001  | 2011  |
| ---- | ---- | ----- | ----- | ----- | ----- | ----- | ----- | ----- | ----- | ----- | ----- | ----- | ----- |
| 793  | 767  | 1 008 | 1 035 | 1 233 | 1 226 | 1 358 | 1 323 | 1 365 | 1 299 | 1 148 | 1 003 | 1 010 | 1 274 |

## Archeologické nálezy
Archeologická mapa katastru obce (podobně jako celé Brněnské kotliny) je bohatá a pestrá; mezi ostatními archeologickými lokalitami vynikají především následující dvě:
- V místní cihelně bylo od konce 19. století postupně zkoumáno žárové pohřebiště z pozdní doby bronzové a rané doby železné (celkem cca 145 hrobů z původních asi šesti set), které dalo název fázi kultury popelnicových polí na Moravě – podolská kultura.
- Na návrší Žuráň byla v roce 1853 náhodně a pouze částečně objevena a v letech 1948–1950 komplexně prozkoumána velká mohyla z doby stěhování národů, která ukrývala několik bohatých (nedlouho po pohřbu však vyloupených) hrobů. V nich byli pohřbeni příslušníci nejvyšší vrstvy germánské aristokracie z konce 5. století (podle některých historiků herulského krále Rodolfa) a z počátku 6. století (snad langobardský král Wacho).

## Přírodní a kulturní pamětihodnosti

### Žuráň
Z návrší Žuráň ležícím na jižním okraji katastru obce, řídil 2. prosince roku 1805 Napoleon Bonaparte tzv. "Bitvu tří císařů" – bitvu u Slavkova, v níž bojovala armáda Francouzského císařství pod Napoleonovým velením proti armádě spojenců, Ruska v čele s Alexandrem I. a Rakouska pod velením císaře Františka I.; proti sobě zde bojovalo cca 160 000 mužů, z nichž kolem 35.000 zde padlo. Válečné události obec těžce poznamenaly, podobně jako řadu dalších obcí v širokém okolí.
Na památku této bitvy je zde žulový podstavec s původně kovovou deskou znázorňující plán bojiště s vyznačenými přesuny jednotek. (Deska byla původně vyrobena z bronzu, byla však ukradena, časem však byla objevena rozlámaná na kusy ve sběrně kovů; podle ní byla vyrobena deska jiná, z méně cenného materiálu. Původní deska je uložena na Obecním úřadě v Podolí.)

### Horka
Na západním úbočí Žuráně se nachází malý bývalý štěrkový lom. Od roku 1984 je chráněn jako přírodní památka pro zdejší teplomilnou stepní vegetaci. V předvečer bitvy u Slavkova zde ve svém kočáře přenocoval císař Napoleon.

### Další pamětihodnosti
- zámek Podolí z let 1792–1795
- kostel svatého Jana Nepomuckého z let 1896–1899
- pomník padlým v první světové válce jižně od kostela
- pamětní kámen
- Pindulka – bývalá zájezdní hospoda na samotě jižně od obce, kde 29. listopadu 1805 povečeřel Napoleon[5]

## Osobnosti
- Květa Legátová (1919–2012), spisovatelka
- Josef Blažek Pavlovický (1871–1940), kněz a spisovatel
- Jan Lipšanský (* 1968), novinář, scenárista a spisovatel

## Doprava
Územím obce prochází dálnice D1 a zasahuje sem část Exitu 203 Brno-východ, kde se dálnice kříží se silnicí I/50 z Brna-Slatiny. Dále sem zasahuje silnice II/430 v úseku Brno-Slatina – Rousínov a silnice III. třídy:
- III/37370 Bedřichovice – Podolí
- III/3833 ze silnice II/430 na Velatice a Horákov

## Partnerská obec
- Kuchyňa, Slovensko

## Fotogalerie

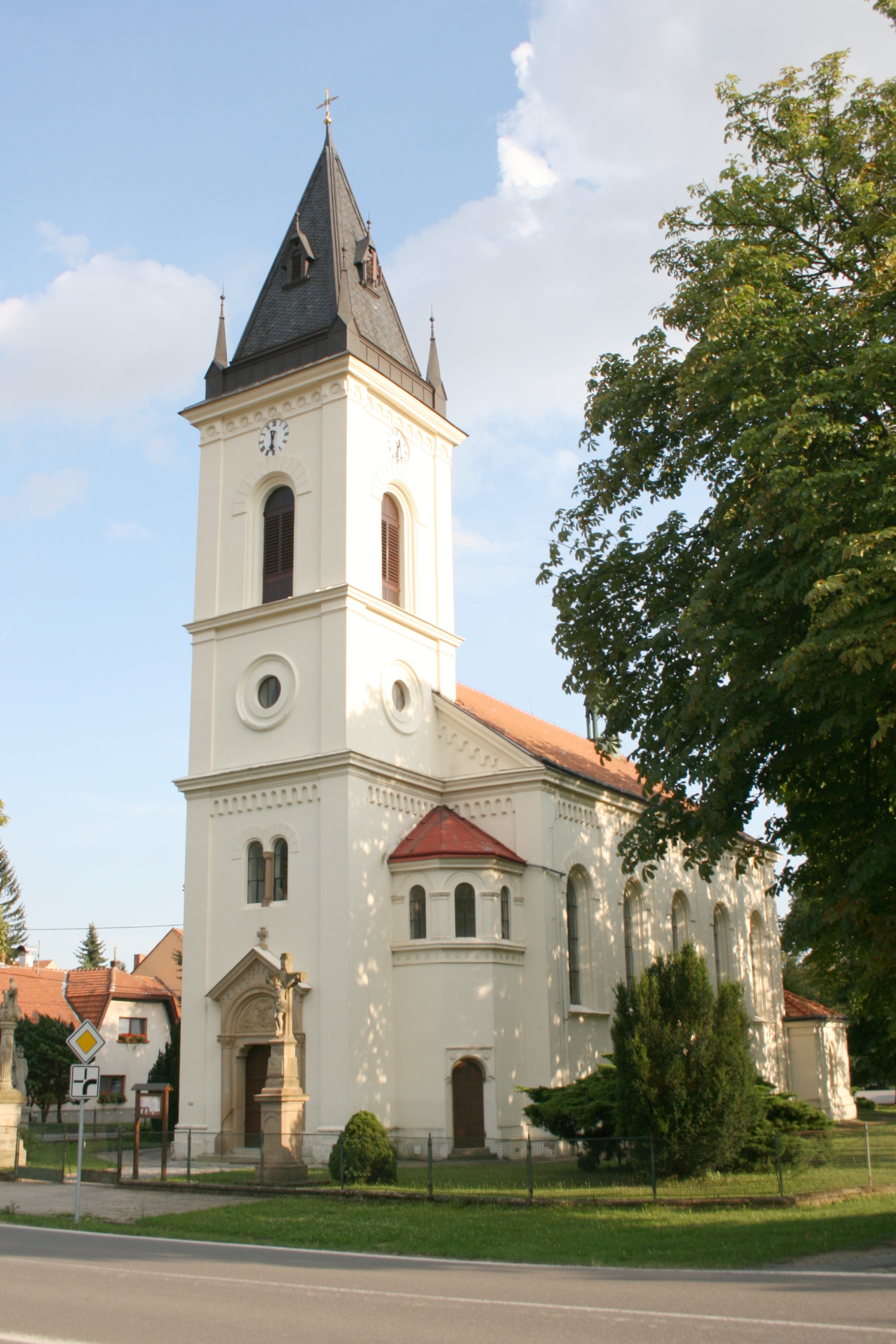
Kostel svatého Jana Nepomuckého
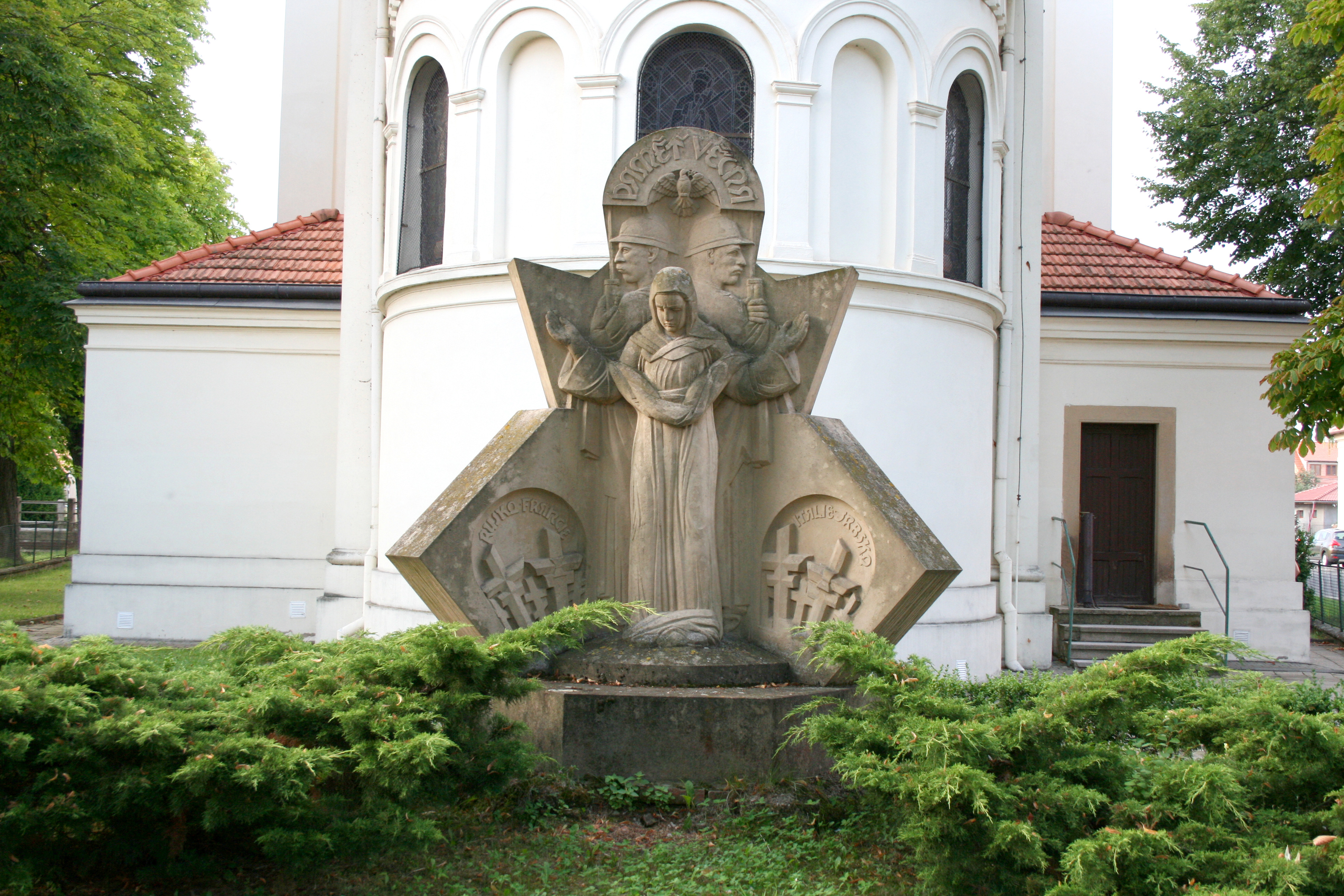
Pomník padlým v 1. světové válce
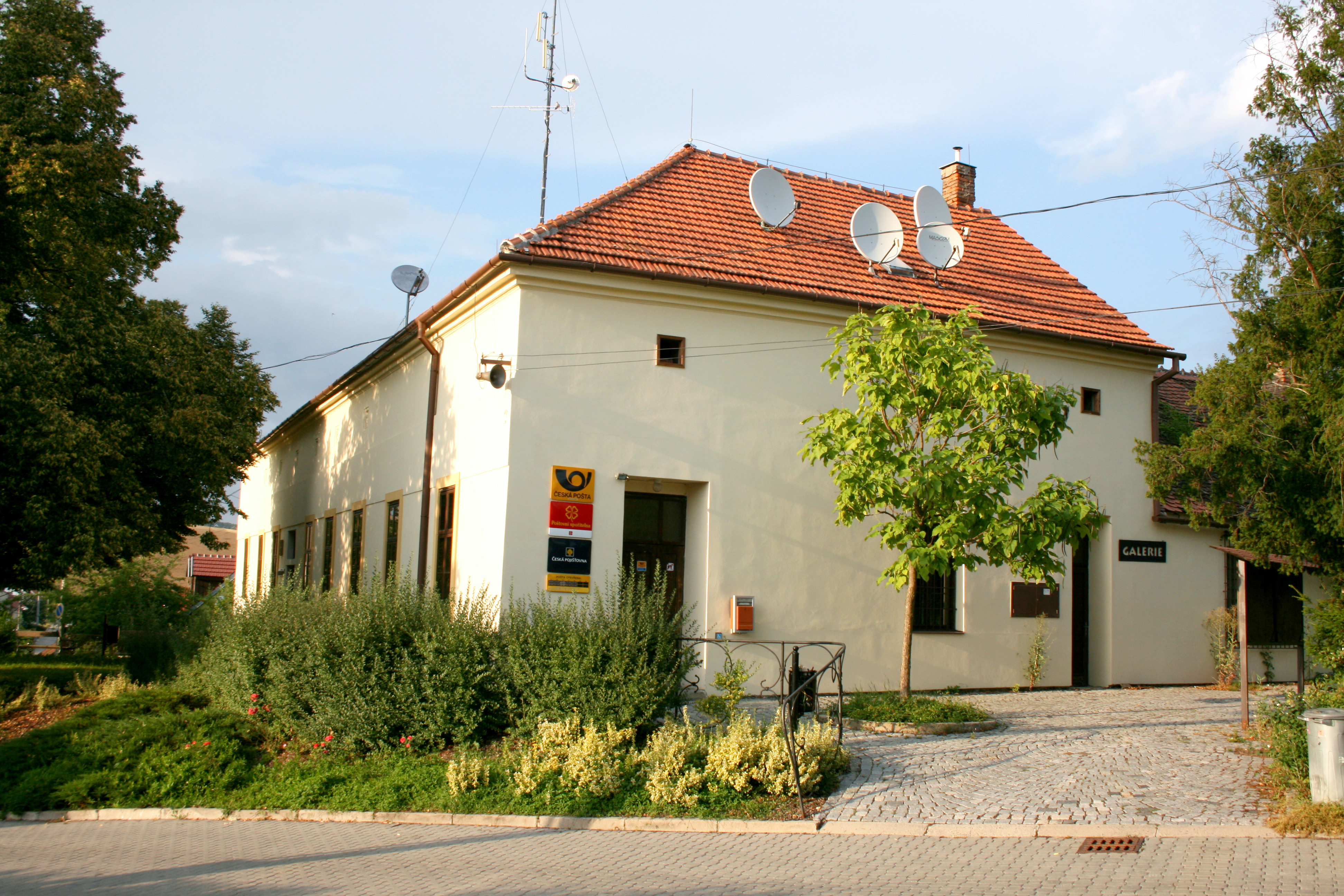
Bývalý zámek
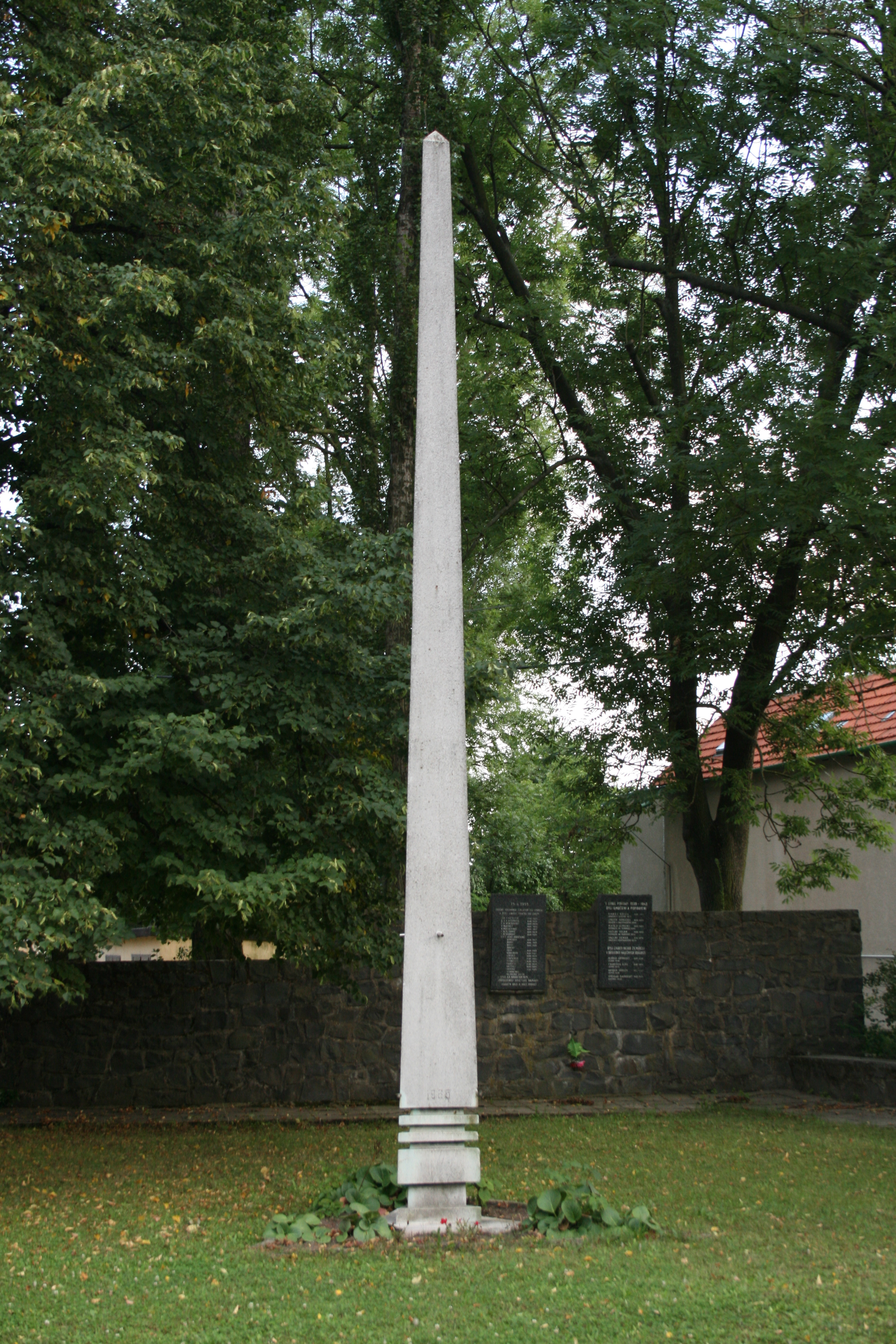
Pomník padlým v 2. světové válce
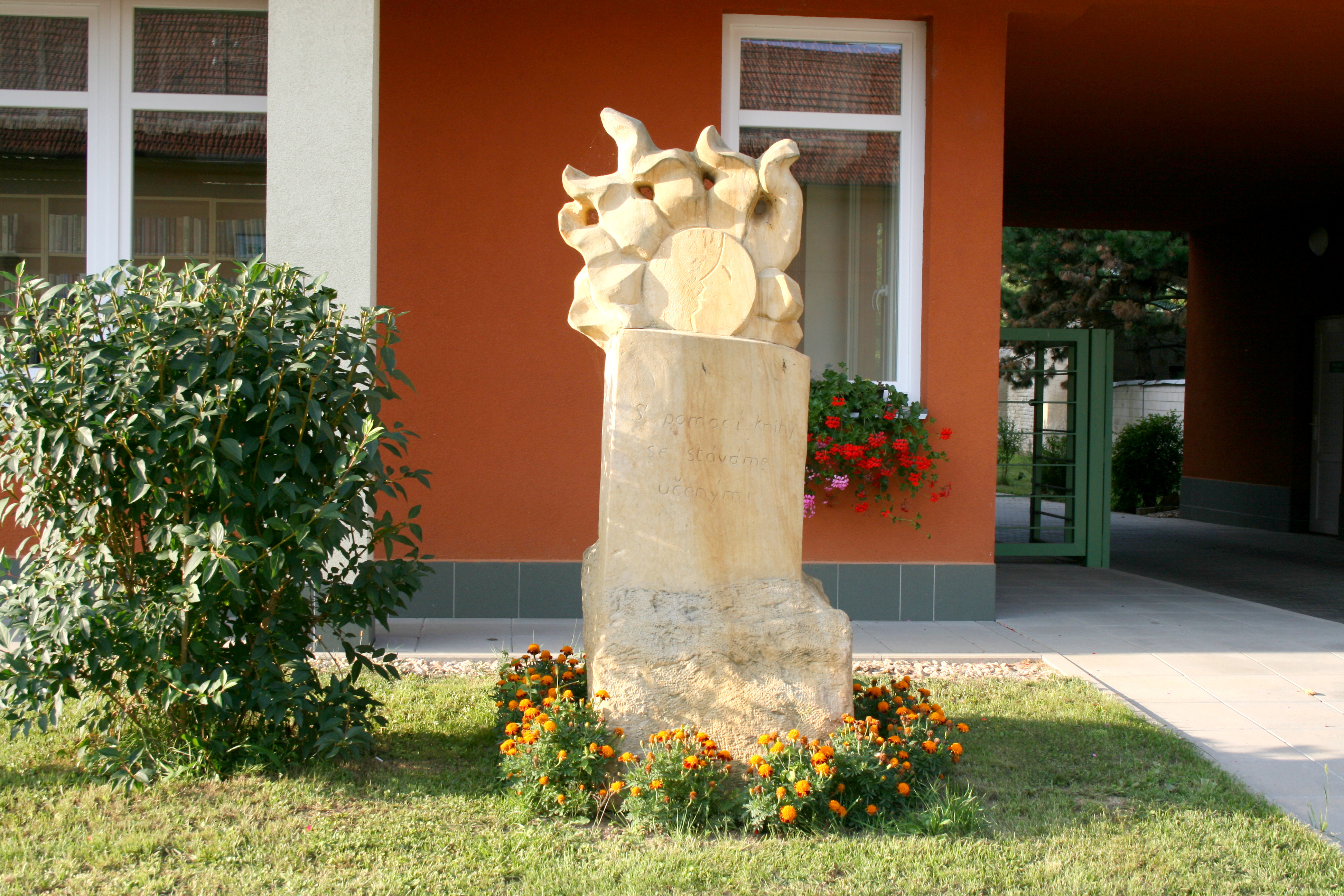
Plastika před budovou knihovny
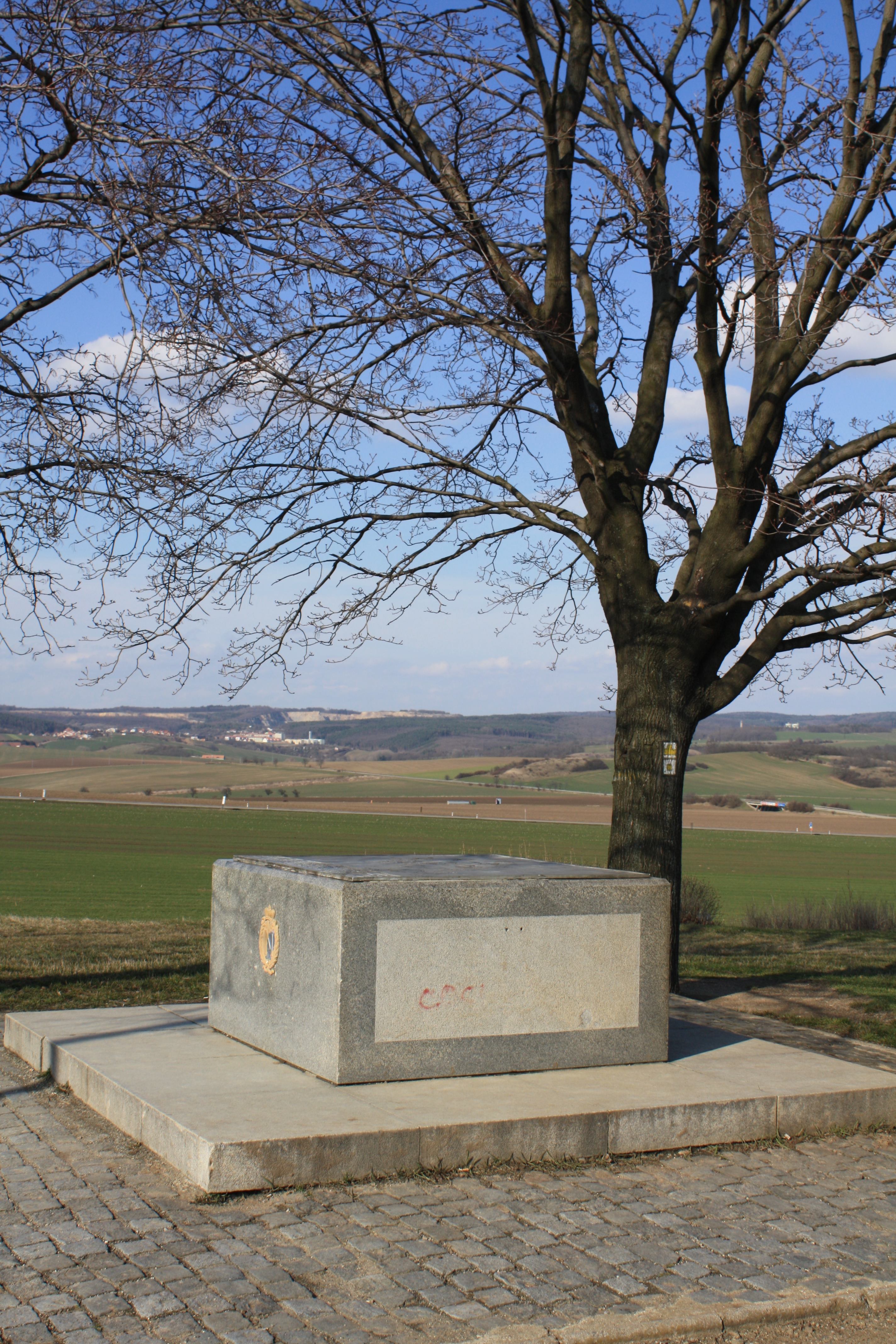
Návrší Žuráň s památníkem Bitvy národů
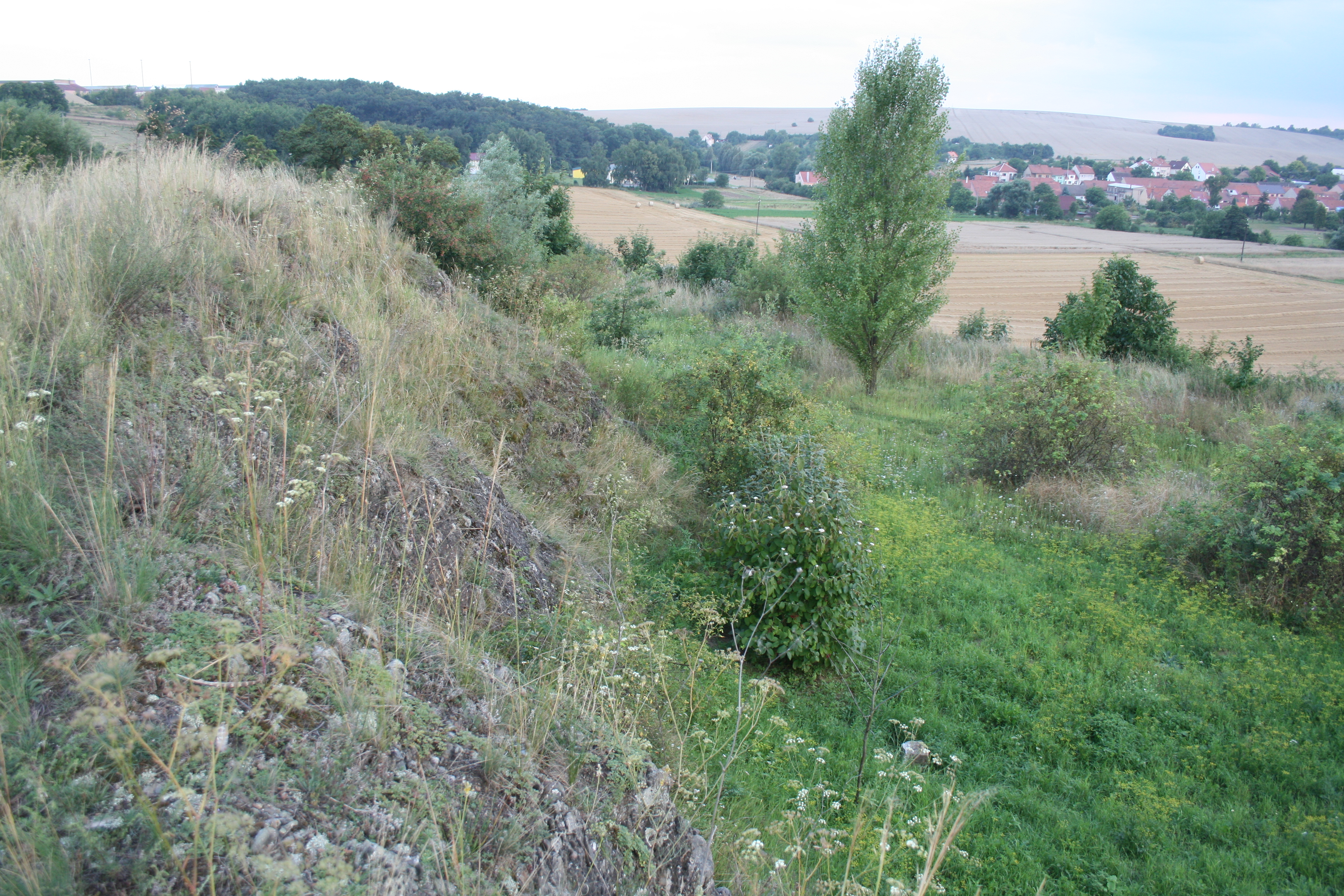
Přírodní památka Horka
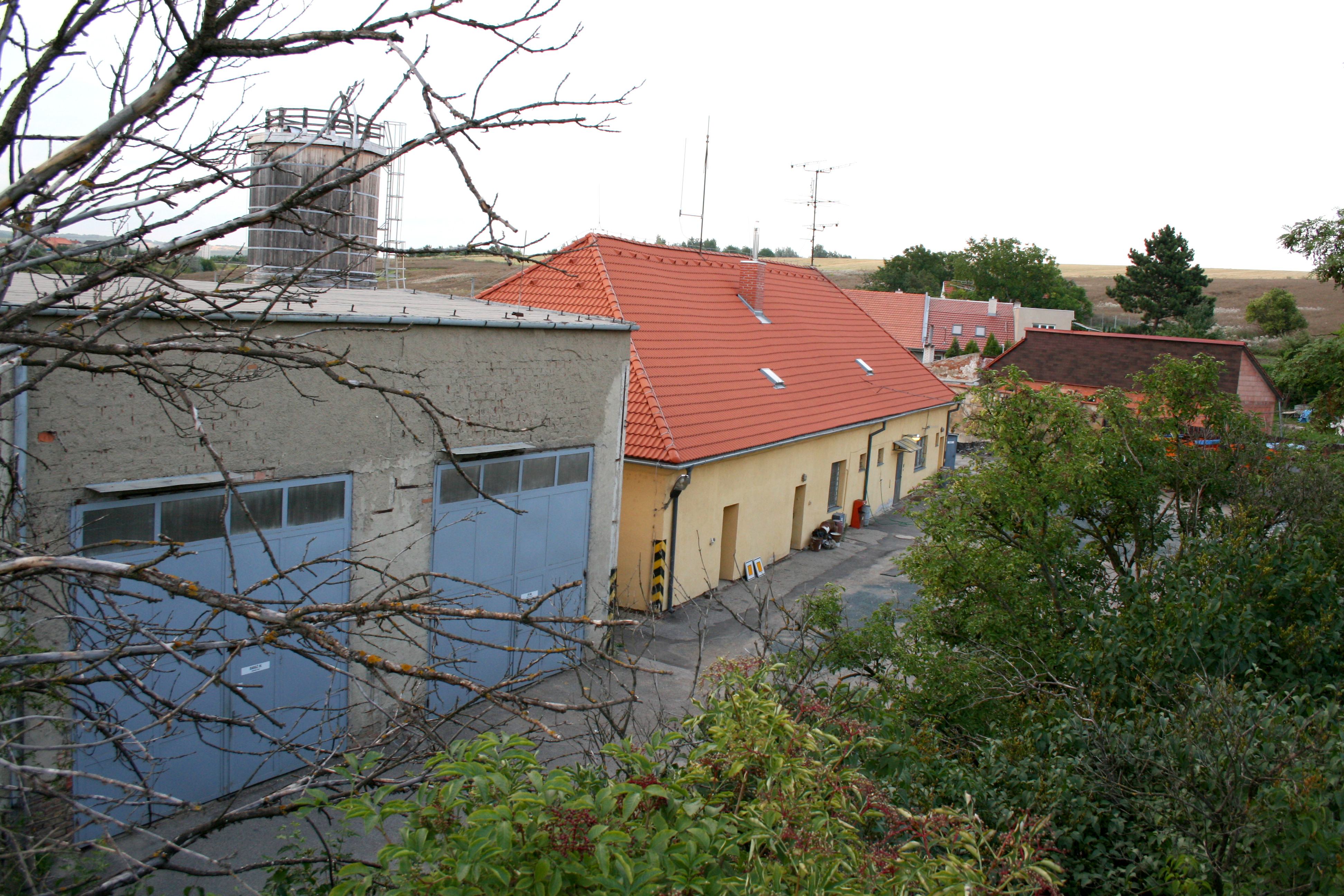
Samota Pindulka v katastru obce